# جولي هالارد ديكوجيس
جولي هالارد ديكوجيس (بالفرنسية: Julie Halard)‏ مواليد 10 سبتمبر 1970، هي لاعبة كرة مضرب فرنسية. هي إحدى بطلات الجراند سلام. فازت ببطولة أمريكا المفتوحة للتنس سنة 2000. شاركت في دورة الألعاب الأولمبية الصيفية.

## بطولات حققتها
- دورة رولان غاروس الدولية
- بطولة أمريكا المفتوحة للتنس

## روابط خارجية
- جولي هالارد ديكوجيس على موقع رابطة محترفات التنس (الإنجليزية)
- جولي هالارد ديكوجيس على موقع الاتحاد الدولي لكرة المضرب (الإنجليزية)
- جولي هالارد ديكوجيس على موقع كأس بيلي جين كينغ (الإنجليزية)
- جولي هالارد ديكوجيس على موقع بطولة ويمبلدون (الإنجليزية)
- جولي هالارد ديكوجيس على موقع خلاصة التنس.كوم (الإنجليزية)
- جولي هالارد ديكوجيس على موقع أوليمبيديا (الإنجليزية)